# قنفذ
قنفذ یکی از غلام‌های عمر خلیفه دوم اهل تسنن است که طبق اعتقاد شیعه در قتل محسن بن علی و فاطمه زهرا و حمله به خانه علی بن ابی طالب نقش داشته است.

## نام و نسب
قنفذ در لغت به معنای "جوجه تیغی" است. او از قبیله تیم یعنی همان قبیلهٔ ابوبکر بود. نام کامل وی قنفذ بن عمیر بن جدعان تیمی است.

## شرکت در واقعه حرق الدار
بنا به نوشته منابع مذهبی مانند بحارالانوار وی به همراه مغیره جزو افرادی بود که در واقعه خانه فاطمه (دختر محمد) یکی از نقش‌های اصلی را ایفا کرد. در این کتاب چنین آمده است که قنفذ با لگد زدن به در خانه فاطمه باعث سقط شدن محسن (فرزند فاطمه) شد.

## پاداش از جانب عمر
عمر قنفذ را مدتی والی مکه نمود.  سلیم بن قیس هلالی در کتاب خود می گوید عمر بن خطاب به عنوان پاداش به مدت سه سال از قنفذ مالیات نگرفت.

## مرگ قنفذ
زمان مرگ قنفذ دقیقا معلوم نیست. او احتمالا یا در دوران عثمان یا در اوایل حکومت معاویه در مکه و یا در مدینه درگذشته است.